# ŻKS Polonia Piła
ŻKS Polonia Piła – polski klub żużlowy z Piły.
W rozgrywkach ligowych brał udział w roku 2022.

## Historia

### Sezon 2022
Pod koniec 2021 roku w Pile został powołany do życia nowy klub żużlowy, a drużyna zaczęła swoje starty od sezonu 2022 w drugiej lidze. Pierwszy mecz w sezonie Polonia miała się mierzyć z Kolejarzem Rawicz, lecz spotkanie zostało przeniesione na inny termin, czego powodem było nieprzygotowanie toru na czas. Mecz ten Piła wygrała i było to jedyne zwycięstwo odniesione w tym sezonie. Oficjalnie pierwszym rywalem Polonii był PSŻ Poznań, z którym zgodnie z początkowym terminarzem Piła miała się mierzyć dopiero w drugiej kolejce. Spotkanie to zakończyło się porażką Pilan z ponad czterdziestopunktową stratą. Poza zwycięstwem, a zarazem zdobyciem punktów do tabeli po meczu z Rawiczem Polonia na domowym torze zdołała zremisować z łotewskim SK Lokomotīve Dyneburg. Dzięki temu klub miał na koncie trzy punkty, lecz ostatecznie to były jedyne zdobycze Piły w tym sezonie zajmując ostatnie miejsce w tabeli. Po zakończonym sezonie i sukcesie frekwencyjnym podczas meczów domowych pilski MOSiR zapowiedział wszczęcie postępowania przetargowego odnośnie przebudowy stadionu przy ulicy Bydgoskiej. W głównych celach przebudowy obiektu jest dostosowanie stadionu do wymogów licencyjnych żużlowej Ekstraligi. 

#### Problemy finansowe
Po zakończeniu ostatniego sezonu dotychczasowy prezes klubu Robert Sikorski pomimo wcześniejszych zapewnień odnośnie budżetu Polonii pomimo zaległości finansowych klub wystartuje w przyszłym sezonie. Jednak po czasie zarząd Polonii doszedł do wniosku, że z powodu problemów ze sponsorami oraz inflacji klub nie będzie w stanie ubiegać się o licencję na starty w lidze. Pełniący funkcję menedżera klubu Ryszard Dołomisiewicz poinformował o tym, że Sikorski zrezygnował z pozycji prezesa Polonii Piły z powodów osobistych. Podkreślił również, że klub wystartuje w następnym sezonie. 
Po zapewnieniach menedżera Dołomisiewicza o tym, że klub jednak zdoła wystartować w kolejnym sezonie, zarząd Polonii oficjalnie ogłosił, iż klub nie będzie ubiegać się o licencję pozwalającą na starty w kolejnym roku. Jako powód tej decyzji podany jest brak pewności co do uzyskania funduszy, które pokryłyby budżet klubu.  
Po deklaracji zarządu odnośnie nie przystąpienia do procesu licencyjnego na sezon 2023 w Pile została założona nowa spółka, która wystartuje w sezonie 2023. Przyznanie licencji dla nowego klubu wiążę się ze spełnieniem warunku, którym jest spłacenie długów poprzedniego stowarzyszenia lub jeśli poprzednia spółka spłaci zaległe zobowiązania. Budżet Polonii zostanie zweryfikowany podczas audytu, który wykaże czy warunek może zostać przez klub spełniony, co pozwoli na start w następnym sezonie.

## Sezony
| Sezon | Rozgrywki ligowe | Rozgrywki ligowe | Rozgrywki ligowe |
| Sezon | Liga             | Liga             | Miejsce          |
| ----- | ---------------- | ---------------- | ---------------- |
| 2022  | III              | II liga          | 7/7              |

| Poziom ligowy | Liczba sezonów | Sezony |
| ------------- | -------------- | ------ |
| III           | 1              | 2022   |